# Topografia Terroru
Topografia Terroru (niem. Topographie des Terrors) jest zewnętrznym muzeum w Berlinie, stolicy Niemiec. Jest zlokalizowane przy Niederkirchnerstrasse, oficjalnie przy Prinz-Albrecht-Strasse, w miejscu budynków, które w okresie nazistowskich Niemiec od 1933 do 1945 były siedzibami głównymi Gestapo i SS, głównych narzędzi represji.

## Zdjęcia z Muzeum Topografii Terroru

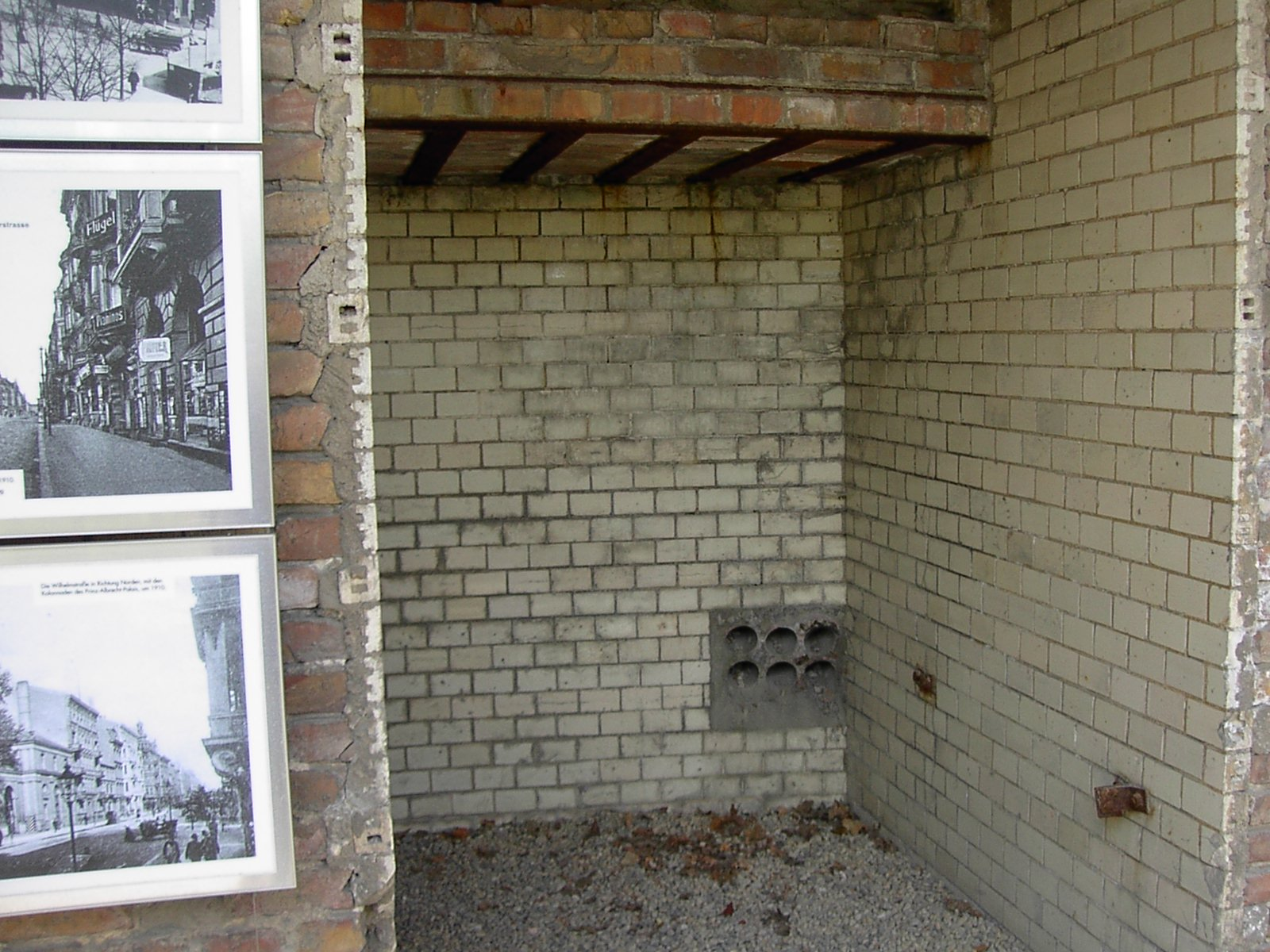
Wykopane cele piwnic siedziby Gestapo